# Каменитица
Вижте пояснителната страница за други значения на Каменитица.
Каменитица е връх в Северен Пирин, България. Висок е 2726 метра надморска височина и се намира в северната част на главното планинско било. Разположен е северозападно от връх Баюви дупки и югоизточно от връх Разложки суходол. Каменитица се свързва с Баюви дупки чрез седловината Каменитишки превал. На север от връх Каменитица се отделя ридът Стъпалата. Върхът е изграден от протерозойски мраморни. Намира се на територията на резервата „Баюви дупки – Джинджирица“. Склоновете му са стръмни, като североизточните склонове са лавиноопасни и се спускат към циркуса Каменитица. Самият връх е гол и обезлесен.